# Die Glocken von Rom
Die Glocken von Rom ist ein Lied der deutschen Schlagersängerin Heike Schäfer aus dem Jahr 1985 und zugleich ihr erster und einziger Hit, der sich in den deutschen Singlecharts platzieren konnte. Geschrieben wurde das Lied von Bernd Meinunger und Ralph Siegel, letzterer ist zudem Produzent des Titels.

## Text und Musik
Die Glocken von Rom ist ein Schlager im 4/4-Takt, in dem die Sopranistin die Wirkung und Bedeutung der Glocken von Rom besingt. Begleitet wird das Lied durch eine elektronische Orgel. Der Refrain besteht aus der mehrfachen Wiederholung des Titels mit einer Untermalung durch einzelne Glockenschläge und kurze Glockenspielsequenzen.
Die drei Strophen sind kurz gehalten und skizzieren jeweils einzelne Aspekte um die Glocken. So beschreibt die erste Strophe die zweitausendjährige Geschichte der Glocken, in der sie nicht zum Verstummen gebracht werden konnten. Glocken signalisieren vor allem aus dem Leben der Kirchgemeinde wie Gottesdienste, Andachten, aber in seltenen Fällen auch weltliche Ereignisse:

„Zweitausend Jahre geh’n zur Neige

Und niemand brachte sie zum Schweigen

Sie geben uns von allem Kunde

und läuten auch zur letzten Stunde“

Die längere zweite Strophe greift kulturgeschichtlich die Funktionen von Glocken allgemein im kirchlichen und teils auch weltlichen Gebrauch auf.
Mit „neues Leben“ ist das Läuten einer Taufglocke während der Taufhandlung gemeint.
Warnungen gehen beispielsweise auf frühere Feuerglocken, Sturmglocken, Wetterglocken zurück – diese hatten die Aufgabe, die Bevölkerung vor Gefahren zu warnen.
Als Aufruf zum Beten läutet eine Betglocke oder Vaterunser-Glocke.
Eine Schiedglocke (von (dahin)scheiden, (dahin)geschieden) läutet in manchen Regionen bis heute, wenn der Todesfall eines Mitgliedes der Kirchgemeinde bekannt wird; eine Toten-/Sterbe-/Ewigkeitsglocke meist während des Ganges zum Grab: „Wem die Stunde schlägt“.

„Sie klingen für ein neues Leben

Sind Warnung und sind auch Gebete

[…]

Wem die Stunde schlägt“

Dabei gipfelt das Lied in einer Zukunftsbeschreibung, bei der die Glocken zum Ende gemeinsam für den Frieden schlagen

„An einem Tag noch fern von heute

Da werden alle Glocken läuten

Und jeder Ton ist ganz verschieden

Doch alle schlagen für den Frieden“

## Veröffentlichung und Resonanz

### Hintergrund und Veröffentlichung
Bis zum Erscheinen von Die Glocken von Rom im Jahr 1985 war Heike Schäfer in der Schlagermusik unbekannt. Der Text des Liedes wurde von Bernd Meinunger geschrieben; Ralph Siegel schrieb die Musik und produzierte das Lied für die Teilnahme an der deutschen Vorentscheidung zum Eurovision Song Contest 1985 in Göteborg. Bei der Veranstaltung wurde es auf Platz zwei gewählt und platzierte sich damit hinter dem Lied Für alle der Gruppe Wind, die damit am Eurovision Song Contest teilnahmen und dort den zweiten Platz erreichten.
Die Glocken von Rom wurde von der auf Klassik spezialisierten Plattenfirma Deutsche Grammophon GmbH als Single zusammen mit dem Lied Freunde veröffentlicht:
1. Die Glocken von Rom – 3:06
2. Freunde – 3:15

Es erschien zudem auf ihrem Debütalbum Liederbogen zusammen mit weiteren Schlagern, die vor allem von Ralph Siegel, Bernd Meinunger und Rainer Pietsch geschrieben wurden.
Die Single kam am 22. April 1985 auf Platz 39 der Deutschen Singlecharts und stieg innerhalb von vier Wochen auf den Platz 25, bevor sie wieder abfiel. Insgesamt blieb sie 14 Wochen in den Charts. Am 29. Mai 1985 wurde das Lied in der ZDF-Hitparade mit Viktor Worms als neues Lied vorgestellt. Abseits der deutschen Charts konnte sich die Single allerdings nicht in weiteren Hitparaden platzieren und blieb zugleich der einzige Charterfolg der Sängerin.

### Coverversionen und Bearbeitungen
Die Glocken von Rom wurde vereinzelt gecovert und teilweise übersetzt. Zu den Bands und Interpreten, die das Lied in einer Coverversion veröffentlichten, gehören u. a.:
- 1985: Harry Holland – Die Glocken von Rom
- 1986: Lasse Stefanz – Ett gammalt klockspel
- 2008: Nicole Freytag – Die Glocken von Rom
- 2008: Ge Korsten – Die Klokke Sal Lui
- 2009: Johannes Kalpers – Die Glocken von Rom

2020 veröffentlichte das DJ-Duo Stereoact einen Remix des Liedes.

## Belege
1. 1 2 3 4  
Heike Schäfer – Die Glocken von Rom, Songtext auf genius.com; abgerufen am 7. August 2020.
2. 1 2  
Heike Schäfer – Die Glocken von Rom. offiziellecharts.de, abgerufen am 7. August 2020.
3. ↑  
Heike Schäfer – Die Glocken von Rom bei Discogs; abgerufen am 7. August 2020.
4. ↑  
Heike Schäfer – Liederbogen bei Discogs; abgerufen am 7. August 2020.
5. 1 2  
Heike Schäfer – Die Glocken von Rom. hitparade.at, abgerufen am 7. August 2020.
6. ↑  
Heike Schäfer – Die Glocken von Rom, Coverversionen auf cover.info; abgerufen am 7. August 2020.
7. ↑  HEIKE SCHÄFER: Überraschendes Hit-Comeback mit „Die Glocken von Rom“ im STEREOACT Remix. In: smago!, 22. September 2020.